# Chiesa di San Martino Vescovo (Negrar di Valpolicella)
La chiesa di San Martino Vescovo, detta anche chiesa di San Martino di Tours o semplicemente chiesa di San Martino, è la parrocchiale di Negrar di Valpolicella, in provincia e diocesi di Verona; fa parte del vicariato della Valpolicella.

## Storia
È probabile che la primitiva chiesa di Negrar di Valpolicella sia sorta tra i secoli IX e X; tuttavia, la prima citazione che ne attesta la presenza risale al 1067.
Tale chiesa fu distrutta dal terremoto del 1117 e riedificata a tre navate in breve tempo; da una bolla di papa Eugenio III del 1145, la Piae postulatio voluntatis, si apprende che tale chiesa, della quale rimane oggigiorno solo il campanile, era una pieve dipendente dal vescovo di Verona.
Nella relazione della visita pastorale del 1458 del vescovo Ermolao Barbaro si legge che la pieve di Negrar era ampla et magna e che aveva come filiali le chiese di Santa Maria di Progno, di Sant'Antonio a Fane, di San Pietro Apostolo a Torbe, di San Giovanni a Cerna, di San Marco Evangelista a Mazzano, di San Paolo Apostolo a Prun, di San Vito e di Santa Maria a Moron.
Nel 1699, il vescovo Gianfrancesco Barbarigo, compiendo la sua visita, annotò che la chiesa disponeva di sei altari, tutti in legno, dedicati a san Martino Vescovo, alla Madonna Consolatrice, a San Giuseppe, a San Bernardo di Chiaravalle, alla Concezione e alla Beata Vergine del Rosario; nel 1717 questi altari vennero in parte rifatti in marmi policromi.
Nel 1779 per volere dell'allora parroco don Lorenzo Carrara la pianta dell'edificio fu ruotata di 180° gradi, in modo da avere la facciata ad oriente e l'abside ad occidente; il 13 maggio l'altare maggiore venne riconsacrato dal vescovo di Verona Giovanni Morosini.
La prima pietra dell'attuale parrocchiale venne posta nel 1806; il nuovo edificio, progettato dal professore del ginnasio di Verona Giuseppe Mazza e costruito sotto la supervisione dell'architetto Giuseppe Barbieri, fu portato a termine nel 1810.
Nel 2000 la facciata venne restaurata e ridipinta, mentre nel 2002 anche l'abside fu oggetto di un restauro; entrambi gli interventi vennero realizzati su progetto di Renzo Banterle.

## Descrizione

### Esterno
A precedere la facciata è il pronao tetrastilo le cui colonne, che sono di ordine ionico, sorreggono il timpano, all'interno del quale vi è un altorilievo ritraente Gesù ed i dottori della Chiesa.
La facciata è divisa in due registri, entrambi scanditi da quattro lesene; quello inferiore presenta ai lati due paraste sorreggenti delle volute, mentre quello superiore è caratterizzato dal fregio con motivo vegetale che sovrasta le lesene.
A coronare il tutto è il timpano triangolare, nel quale è presente una raffigurazione dell'occhio della Trinità e ai lati del quale sono presenti due urne acroteriali, mentre sul suo culmine c'è una croce di ferro.

### Interno
L'interno è ad un'unica navata sulla quale si aprono le cappelle laterali; al termine dell'aula, coperta dalla volta a botte scandita da dei costoloni, vi è il presbiterio rialzato di due gradini con volta a crociera, a sua volta chiuso dall'abside poligonale.
Opere di pregio qui conservate sono l'organo, costruito nel 1840, la pala raffigurante San Martino Vescovo e quella raffigurante la Natività, eseguita nel XVI secolo da Francesco Caroto.